# Offelken
Offelken is een gehucht van Tongeren, een gemeente in de Belgische provincie Limburg. Het gehucht heeft een oppervlakte van 0,21 km² en telde 275 inwoners in 2017.
Het gehucht bevindt zich in het zuiden van de gemeente Tongeren en is gelegen op zo'n kilometer ten zuiden van het Tongerse stadscentrum. Door lintbebouwing langs de N20 en de Rutterweg is Offelken met de stadskern vergroeid.
Ten noorden van Offelken splitsen de loop van de Jeker en de Oude Jeker. In het natuurgebied De Kevie, enkele kilometers ten oosten van Offelken, komen beide waterlopen opnieuw samen.

## Etymologie
In 1174 werd melding gemaakt van de plaats Offelken. Volgens taalkundige Jules Herbillon is de naam van het gehucht afgeleid van het Latijnse ad oviculas dat 'bij de schapen' betekent. De naam zou zo een verwijzing zijn naar de schapenteelt die eeuwenlang voorkwam in de omgeving. De weg die Offelken met de N20 verbindt, draagt bovendien nog steeds de naam Schaapsweide. Een andere verklaring wordt gezocht bij het Germaanse agwjo dat evolueerde tot ouwe/ooie. Dit zou dan vruchtbaar alluviaal land aan een waterloop betekenen.

## Geschiedenis
Offelken maakte vanaf de 12e eeuw deel uit van de Tongerse stadsvrijheid, maar het gebied was daarvoor wellicht al een Loons leengoed. In het gehucht stond destijds een kwartkapel die afhing van de Onze-Lieve-Vrouweparochie. Nabij deze kapel stond ook een ridderhuis dat in de 13e eeuw in het bezit kwam van het Sint-Jacobsgasthuis.
Aan het begin van de 13e eeuw ontstond er een conflict tussen hertog Hendrik I van Brabant en prins-bisschop Hugo van Pierrepont over de erfopvolging van het graafschap Moha. Na eerdere verwoestingen in Haspengouw trok Hendrik I in oktober 1213 met zijn leger naar Tongeren en stak de Jeker over in Offelken. Hij liet de stad plunderen en in brand steken, maar kon de omwalde kerk niet innemen. De Brabanders sloegen daarop hun kamp op in Offelken en belegerden de stad de volgende dag opnieuw. 
Door hevig verzet van de inwoners van Tongeren slaagde Hendrik er echter niet in de kerk in te nemen. Hij besloot verder te trekken en zou niet veel later, op 13 oktober 1213, een beslissende nederlaag lijden in de Slag van Steps.
Doorheen de eeuwen is de omvang van het gehucht steeds beperkt gebleven. In 1762 werden slechts vijf huizen geteld. In 1795 werd de Tongerse stadsvrijheid afgeschaft en vervangen door een kantonnale municipaliteit. In tegenstelling tot de meeste plaatsen uit de oude stadsvrijheid werd Offelken in 1800 geen onafhankelijke gemeente, maar werd het gehucht een onderdeel van de gemeente Tongeren.
Pas na de Tweede Wereldoorlog werd de omgeving van Offelken ontwikkeld. Langs de oever van de Jeker werd een hippodroom aangelegd en ten oosten van de weg naar Rutten werd een woonwijk gebouwd.

## Bezienswaardigheden
- Jekerhippodroom, een van de weinige renbanen in België waar nog drafwedstrijden worden gehouden
- Sint-Hubertuskapel, barokke kapel waarvan de oudste delen teruggaan tot de 12e eeuw

## Natuur en landschap
Offelken ligt in Droog-Haspengouw. De hoogte varieert tussen 88 en 98 meter. De kern van het gehucht ligt ten zuiden van de aftakking van de Oude Jeker. Deze waterloop werd aangelegd door de mens en heeft een lengte van ongeveer drie kilometer.
Ten westen van Offelken bevindt zich nog een kunstmatige waterloop: de Vloedgracht. Deze gracht werd aangelegd om overtollig regenwater op te vangen en zo overstromingen te voorkomen. De Vloedgracht heeft een lengte van ongeveer 1,5 kilometer en loopt tussen de Sint-Hubertuskapel en de Jeker ter hoogte van Koninksem.
Op de gronden nabij de verschillende waterlopen komen vooral graslanden met populierenaanplantingen voor. Ten zuiden van Offelken wordt het landschap opener en is de lemige bodem erg geschikt voor akkerbouw.

## Nabijgelegen kernen
Hamal, Koninksem, Tongeren